# Fürth (Bayern) Hauptbahnhof

Fürth (Bayern) Hauptbahnhof (abgekürzt: Fürth (Bay) Hbf) ist der zentrale Eisenbahnknotenpunkt der bayerischen Großstadt Fürth.

## Verkehrsangebot

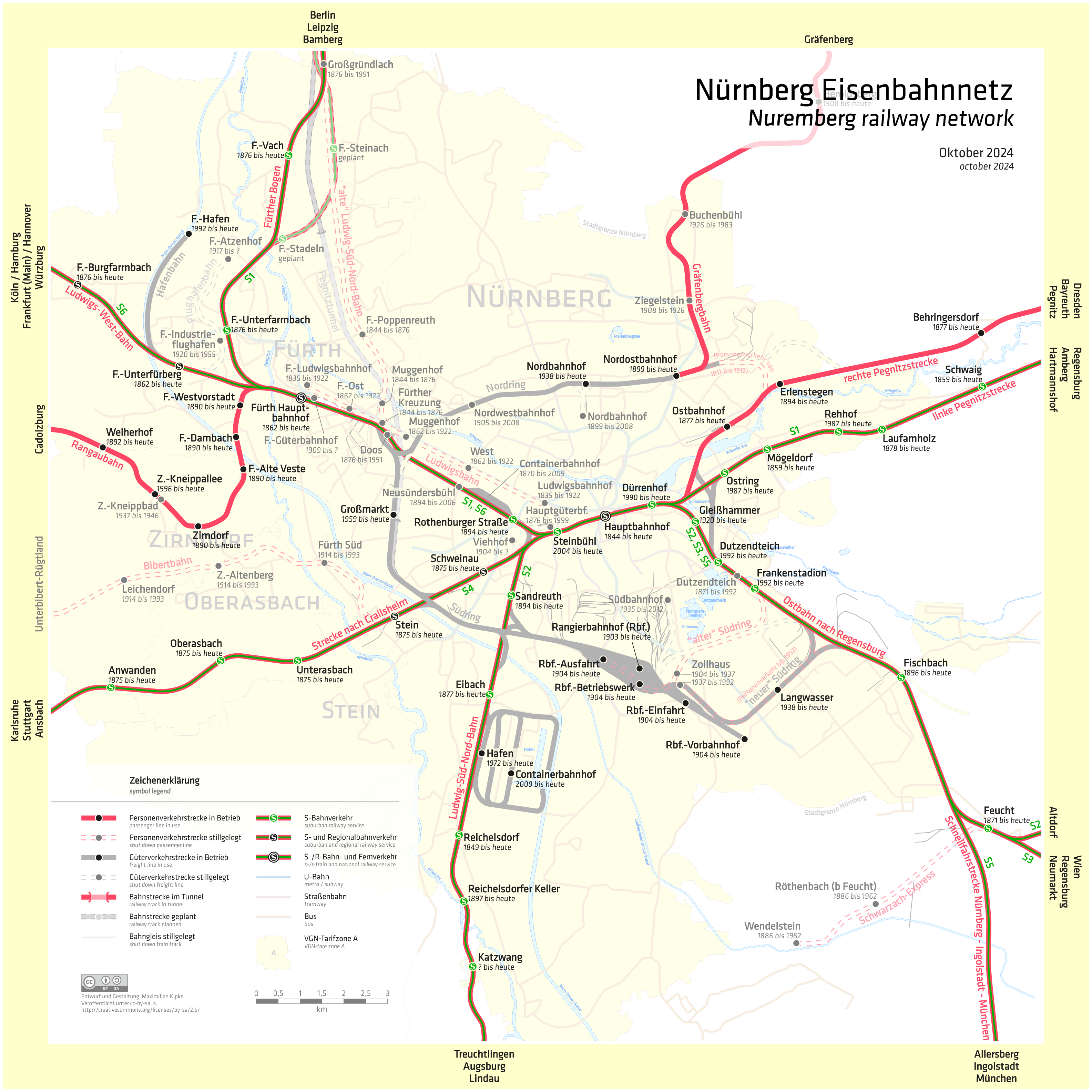
Der Hauptbahnhof Fürth im Kontext des Bahnknotens Nürnberg

Regionalverbindungen bestehen ostwärts in das benachbarte Nürnberg. Rund einen Kilometer westlich des Bahnhofs fächert sich nach Überquerung der Rednitz auf der Siebenbogenbrücke die Strecke in drei Richtungen auf: Nach Norden führt die Bahnstrecke Nürnberg–Bamberg (Kursbuchstrecke 820) in Richtung Bamberg; nach Westen die Bahnstrecke Fürth–Würzburg (Kursbuchstrecke 805), von der in Siegelsdorf die Zenngrundbahn (Kursbuchstrecke 807) nach Markt Erlbach abzweigt; nach Südwesten schließlich führt die Rangaubahn (Kursbuchstrecke 808) nach Cadolzburg. Die Cadolzburger Strecke wird im halbstündigen Takt befahren, die Strecke nach Markt Erlbach im Stundentakt. Seit 12. Dezember 2010 verkehrt auf der Strecke Bamberg–Nürnberg die S-Bahn-Linie S1 nach Hartmannshof und Bamberg. Seit dem 12. Dezember 2021 verkehrt die neue Linie S6 der S-Bahn Nürnberg anstelle des Regionalbahnverkehrs RB 10 Richtung Neustadt an der Aisch.
Im 2020 vorgelegten dritten Gutachterentwurf des Deutschlandtakts sind pro Stunde sieben Zugpaare des Regionalverkehrs sowie eine zweistündliche Linie des Fernverkehrs oder schnellen Regionalverkehrs vorgesehen. Alle diese Züge sollen im Bahnhof halten. Der Fernverkehr zwischen Nürnberg und Erfurt bzw. Würzburg soll über einen neuen Tunnel von Fürth-Bislohe direkt in den Knoten Nürnberg eingeführt werden, um eine bessere Einbindung in den Taktknoten Nürnberg zu erreichen.

### Fernverkehr
Bis zum Fahrplanwechsel 2003 war der Bahnhof Halt von IC-Zügen, die Nürnberg Hbf über Fürth mit Würzburg Hbf und Frankfurt am Main verbanden. Bis zum Fahrplanwechsel 2009 hielt im Fürther Hauptbahnhof die City-Night-Line-Verbindung nach Berlin-Lichtenberg und München Hbf. Durch den Wegfall der beiden Nachtzughalte verlor Fürth seine letzte Fernverkehrsanbindung. Im Fahrplanjahr 2013/14 hielt jedoch der IC 1989 aus Stralsund.
Seit dem 8. März 2020 ist Fürth erneut Fernverkehrshalt. Einmal täglich verkehrt ein Intercity der Linie 17 nach/von Warnemünde. Aufgrund von der Westbahn übernommenen Stadler KISS-Wagengarnituren auf der IC-Linie Dresden–Rostock kommt es zu einer nächtlichen Überführungsfahrt vom Werk in Wien auf die besagte Strecke. Während weiterer Baumaßnahmen auf der ICE-Strecke wird dieser über Erfurt umgeleitet.
Ab spätestens 2030 soll auch die Intercity-Linie von Zürich nach Leipzig in Fürth halten.
| Linie                    | Linienverlauf | Frequenz                                                                             | Fahrzeugmaterial |
| ------------------------ | --- | ------------------------------------------------------------------------------------ | ---------------- |
| IC 17                    | Wien Hbf – Wien Meidling – St. Pölten Hbf – Linz Hbf – Wels Hbf – Schärding – Passau Hbf – Plattling – Straubing – Regensburg Hbf – Nürnberg Hbf – Fürth Hbf – Erlangen – Bamberg – Lichtenfels – Saalfeld (Saale) – Jena-Göschwitz – Jena Paradies – Naumburg (Saale) Hbf – Halle (Saale) Hbf – Leipzig Hbf – Bitterfeld – Lutherstadt Wittenberg Hbf – Berlin Südkreuz – Berlin Hbf – Berlin Gesundbrunnen – Oranienburg – Neustrelitz Hbf – Waren (Müritz) – Rostock Hbf – Warnemünde | ein Zugpaar Hinfahrt Sa/So bis Berlin Hbf; Rückfahrt ab Rostock, Sa/So ab Berlin Hbf | Stadler KISS     |
| Stand: 15. Dezember 2024 | |                                                                                      |                  |

### Nahverkehr
| Linie                    | Verlauf | Takt                                                    | Fahrzeugmaterial                                                    |
| ------------------------ | --- | ------------------------------------------------------- | ------------------------------------------------------------------- |
| RE10                     | Mainfrankenbahn: Würzburg – Rottendorf – Kitzingen – Neustadt (Aisch) – Siegelsdorf – Fürth – Nürnberg | 60 min                                                  | DB 440 (Coradia Continental)                                        |
| RE14                     | Franken-Thüringen-Express: Nürnberg – Fürth – Erlangen – Bamberg – Lichtenfels – Kronach – Saalfeld Nürnberg–Bamberg/Lichtenfels vereinigt mit RE 20 bzw. RE 28 | 60 min                                                  | DB 1462 (Siemens Desiro HC)                                         |
| RE19                     | Franken-Thüringen-Express: Nürnberg – Fürth – Erlangen – Bamberg – Coburg (– Sonneberg) | 60 min mit 5 Taktlücken für RE 29                       | DB 4462 (Siemens Desiro HC)                                         |
| RE20                     | Franken-Thüringen-Express: Nürnberg – Fürth – Erlangen – Bamberg – Schweinfurt – Würzburg Nürnberg–Bamberg vereinigt mit RE 14 | 120 min                                                 | DB 1462 (Siemens Desiro HC)                                         |
| RE 28                    | Franken-Thüringen-Express: Nürnberg – Fürth – Erlangen – Bamberg – Lichtenfels – Coburg Nürnberg–Lichtenfels vereinigt mit RE 14 | 120 min                                                 | DB 1462 (Siemens Desiro HC)                                         |
| RE 29                    | Franken-Thüringen-Express: Nürnberg – Fürth – Erlangen – Bamberg – Lichtenfels – Coburg – Erfurt | 5 Zugpaare                                              | DB 1462 (Siemens Desiro HC)                                         |
| RB11                     | Mittelfrankenbahn: Fürth – Zirndorf – Cadolzburg | 30/60 min                                               | DB 622 (LINT 54), DB 642 (Desiro Classic), DB 648 (LINT 41)         |
| RB12                     | Mittelfrankenbahn: (Nürnberg –) Fürth – Siegelsdorf – Wilhermsdorf – Markt Erlbach | 60 min                                                  | DB 622 (LINT 54), DB 642 (Desiro Classic), DB 648 (LINT 41)         |
| S1                       | Bamberg – Strullendorf – Hirschaid – Buttenheim – Eggolsheim – Forchheim Nord – Forchheim (Oberfr) – Kersbach (Oberfranken) – Baiersdorf – Bubenreuth – Erlangen – Erlangen Paul-Gossen-Straße – Erlangen-Bruck – Eltersdorf – Vach – Fürth Klinikum – Fürth Hbf – Nürnberg Rothenburger Str. – Nürnberg-Steinbühl – Nürnberg Hbf – Feucht – Feucht Ost – Ochenbruck – Mimberg – Burgthann – Oberferrieden – Postbauer-Heng – Pölling – Neumarkt (Oberpf) Stand: Fahrplanwechsel Dezember 2023 | 20/40 min 60 min (Bamberg–Forchheim)                    | DB 1440.0 (Alstom Coradia Continental) BR 111+DoSto (einzelne Züge) |
| S6                       | Nürnberg Hbf – Fürth Hbf – Fürth-Unterfürberg – Fürth-Burgfarrnbach – Siegelsdorf – Puschendorf – Hagenbüchach – Emskirchen – Neustadt (Aisch) Mitte – Neustadt (Aisch) (← Markt Bibart) Stand: Fahrplanwechsel Dezember 2023 | 60 min zwei Züge im Frühverkehr (Markt Bibart→Neustadt) | DB 425                                                              |
| Stand: 15. Dezember 2024 | |                                                         |                                                                     |

## Anbindung an den Stadtverkehr

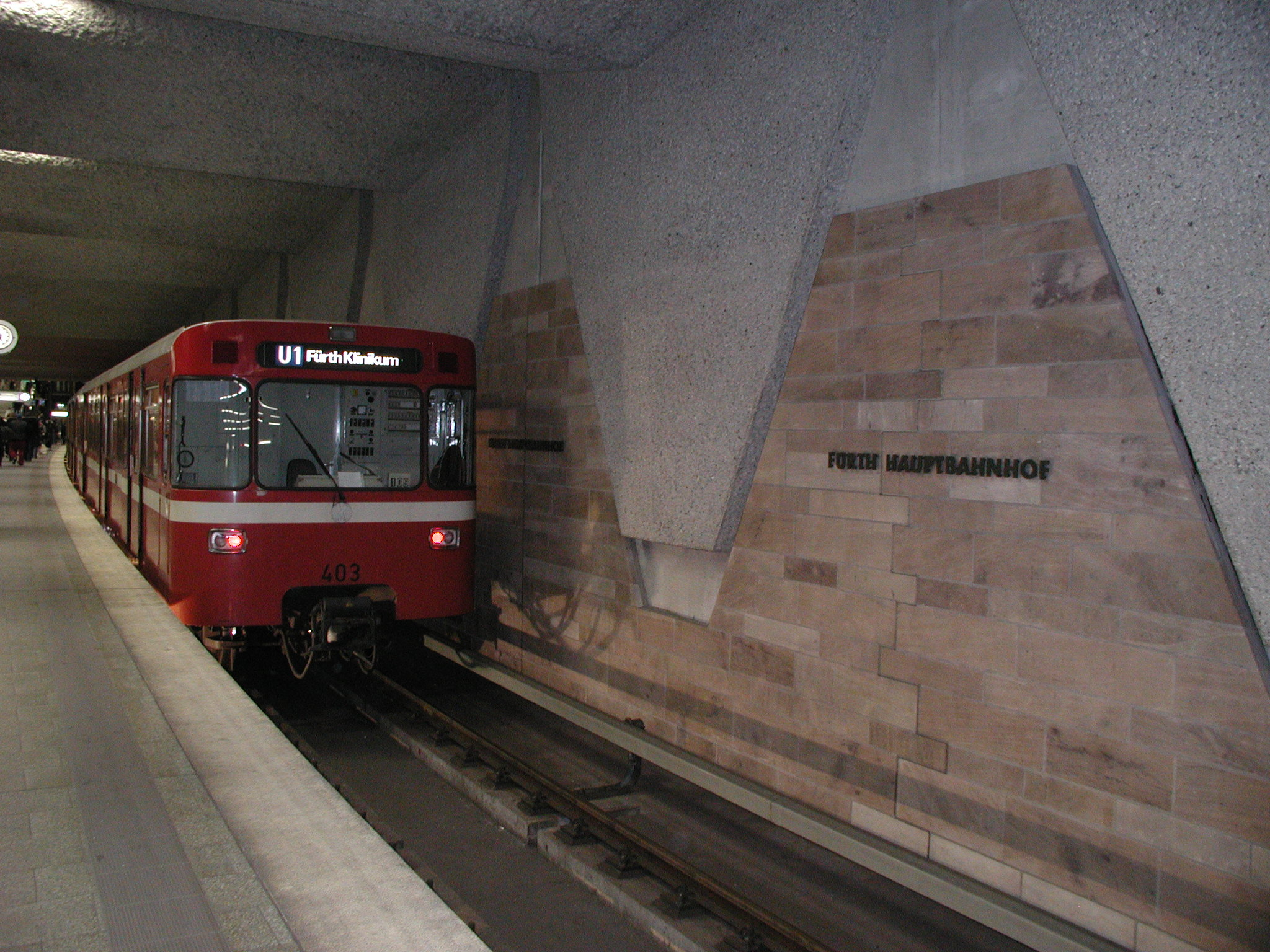
U-Bahn-Station Fürth Hauptbahnhof

Seit dem 7. Dezember 1985, dem 150. Jahrestag der deutschen Eisenbahn, ist der Fürther Hauptbahnhof mit einer unterirdischen Station an der Linie U1 an das Nürnberger U-Bahn-Netz angeschlossen. Anfang 2006 wurde mit ersten Baumaßnahmen zum Anschluss Fürths an die Nürnberger S-Bahn begonnen, die seit dem 12. Dezember 2010 in Fürth hält.
Der Bahnhofsvorplatz ist einer der wichtigsten Busknotenpunkte. Hier halten oder starten sieben von elf Linien des Stadtverkehrs und fünf Linien ins Umland, wofür ein Dynamisches Fahrgastinformationssystem installiert wurde. Außerdem stehen auf dem Bahnhofsplatz Parkplätze und Taxistände zur Verfügung.

## Barrierefreiheit
Der Bahnsteig der S1 (Gleis 20/21) ist der einzige, der über einen Aufzug erreichbar ist. Für Rollstuhlfahrer sind die anderen Bahnsteige und somit alle Regionalbahnen nur nach Voranmeldung spätestens am Vortag über den Mobilitätsservice der DB erreichbar, da ein schienengleicher Zugang im Osten des Bahnhofes benutzt werden muss. Dazu müssen sämtliche Gleise für den Zugverkehr gesperrt werden. Der Weg ist nur in Begleitung eines DB-Mitarbeiters möglich, der Funkkontakt zum Stellwerk hat. Entsprechendes Personal ist nur zwischen 7 und 19 Uhr am Bahnhof vorhanden. Alternativ können Rollstuhlfahrer mit der Regionalbahn weiterfahren bis Nürnberg Hbf und von dort aus mit der U-Bahn oder S-Bahn zurückfahren (bzw. umgekehrt), was je nach Fahrplan etwa 40 Minuten zusätzlichen Zeitaufwand bedeutet. Wer mit dem Regionalexpress aus Richtung Bamberg kommt oder dorthin fahren will, kann auch in Erlangen zur S-Bahn umsteigen; dort sind alle Bahnsteige über Aufzüge oder Rampen erreichbar.
Der Bahnhof soll in den Jahren 2025 bis 2030 barrierefrei ausgebaut werden.

## Geschichte

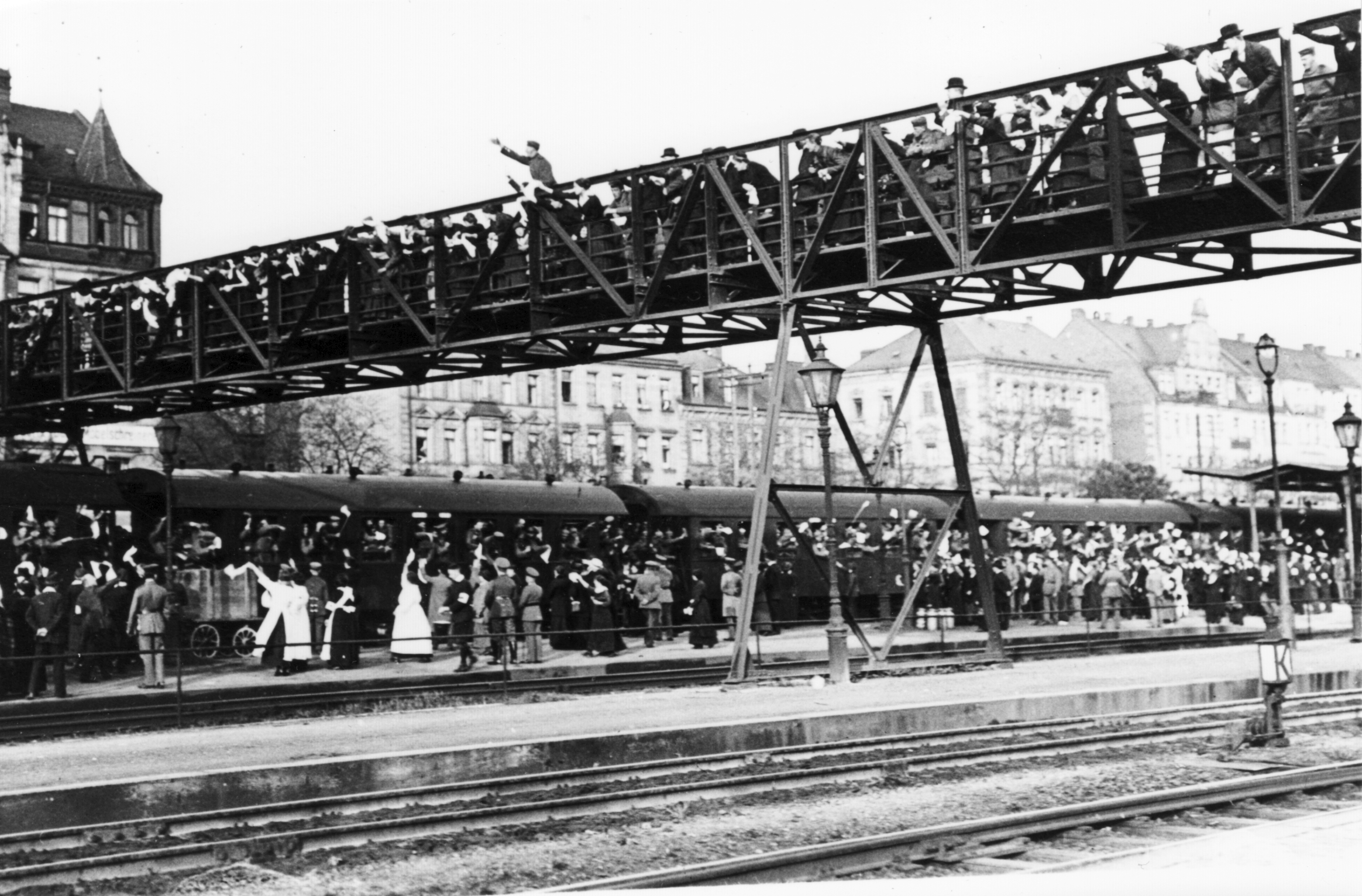
Bayerische Truppen verlassen „unter nicht enden wollenden Hurra- und Abschiedsgrüßen“ den Bahnhof von Fürth, August 1914 (Deutsche Postkarte)

### Ludwigsbahnhof
Der erste Bahnhof Fürths lag gut 100 Meter weiter nördlich, an der Fürther Freiheit. Dieser Ludwigsbahnhof entstand als Fürther Endpunkt der am 7. Dezember 1835 eröffneten Ludwigseisenbahn Nürnberg–Fürth und gehörte damit zu den ersten Bahnhöfen in Deutschland. 1922 wurde der Betrieb der Ludwigsbahn eingestellt und die Gleisanlagen durch die Straßenbahn Nürnberg bis 1981 genutzt; der Streckenverlauf ist aber durch die Trassierung der heutigen Rudolf-Breitscheid-Straße noch deutlich erkennbar. Der alte Bahnhof wurde 1938 abgerissen, als die NSDAP auf dem Schlageterplatz, der heutigen Fürther Freiheit, einen Aufmarschplatz benötigte.
Anlässlich des 175-jährigen Jubiläums der Eisenbahn von Nürnberg nach Fürth im August 2010 wurde der Ludwigsbahnhof im Rahmen der Ausstellung „Zeitreise“ auf der Fürther Freiheit in Originalgröße nachgebaut.

#### Fürther Kreuzung
1844 wurde mit dem Bau der Ludwig-Süd-Nord-Bahn an der Kreuzung mit der Ludwigseisenbahn östlich von Fürth in Doos ein Bahnhof Fürther Kreuzung eingerichtet, wo zwischen beiden Strecken umgestiegen werden konnte und Güterwagen übergeben werden konnten.

### Hauptbahnhof
Mit dem Bau der Verbindung zwischen Nürnberg-Doos und Rottendorf wurde der Neubau eines Bahnhofsgebäudes erforderlich. Beauftragt wurde der Architekt Eduard Rüber. In den Jahren 1863/1864 entstand so auf der Nordseite der neuen Strecke am Bahnhofsplatz 9 ein Rechteck-Bau mit breitem Mittelrisalit. An den Längsseiten der zweigeschossigen Empfangshalle befinden sich zum Teil gekuppelte Doppelfenster. Die Bahnsteige wurden mit gusseisernen Ständern überdacht, die sich zum Teil bis heute erhalten haben.
Mit der Verlegung der Ludwig-Süd-Nord-Bahn über den Fürther Bogen 1876 führte auch diese Strecke über den Hauptbahnhof, die Strecke über die Fürther Kreuzung wurde aufgegeben.
1892 eröffnete die Lokalbahn Aktien-Gesellschaft (LAG) die Bahnstrecke Fürth–Cadolzburg, zunächst nach Zirndorf, ab 1892 auch nach Cadolzburg, die aber westlich des Hauptbahnhofes ihren eigenen Lokalbahnhof hatte. Erst nach Übernahme der LAG durch die Deutsche Reichsbahn 1938 verkehrten die Lokalbahnzüge ab 1939 bis in den Hauptbahnhof. Der Lokalbahnhof wurde stillgelegt, das Empfangsgebäude ist erhalten.
Mitte 1971 ging am Hauptbahnhof Fürth für insgesamt 17 Millionen D-Mark das einhundertste Gleisbildstellwerk im Bereich der Bundesbahndirektion Nürnberg in Betrieb. Es löste zehn alte Stellwerke ab und sparte 66 Arbeitsstellen ein. Zu dieser Zeit passierten täglich rund 550 Zug- und 1300 Rangierfahrten den Bahnhof.
Heute verfügt der Durchgangsbahnhof über neun Gleise (davon ein Überholgleis für Güterzüge) und acht Bahnsteigkanten mit einer Länge zwischen 140 und 421 Metern. In den 1970er Jahren entstand direkt neben dem Empfangsgebäude an der Einmündung der Gebhardtstraße in den Bahnhofsplatz das Bahnhofs-Center. Die 1901 angelegte Gleisunterführung wurde 1985 im Zuge der U-Bahn-Bauarbeiten bis zur Karolinenstraße erweitert und bietet seitdem einen direkten Anschluss von der Fürther Südstadt zu Bahn und U-Bahn und in die Innenstadt. Bis dahin musste man die etwa 80 Meter östlich liegende Bahnhofsunterführung nutzen, sie wurde am 17. Dezember 1929 eröffnet und kostete seinerzeit 228.500 RM.
Für die Erweiterung der S-Bahn Nürnberg wurde zwischen 2009 und 2011 der alte Hausbahnsteig mit der Bahnsteigüberdachung abgerissen und an dessen Stelle ein neuer Mittelbahnsteig mit den Gleisen 20 und 21 errichtet. Während der Bauarbeiten gab es einen provisorischen Bahnsteig am östlichen Bahnhofsende für den Nahverkehr Richtung Nürnberg. Da das Gleis 20 bisher nur im Osten angeschlossen ist, kann es für den planmäßigen Verkehr nicht benutzt werden.
Im Zuge des Ausbaus des Streckenabschnittes zwischen Nürnberg und Fürth wurde 2009 im Hauptbahnhof Fürth ein Elektronisches Stellwerk errichtet. Seit 2011 wird daraus neben dem Bahnhof auch der Streckenabschnitt nach Nürnberg mit insgesamt 87 Hauptsignalen und 94 Achszählern gesteuert werden. Seit Mitte April 2022 werden Weichen und Signale auf den S-Bahn-Gleisen durch ein Elektronisches Stellwerk gesteuert.
Zukünftig soll auch die Strecke nach Cadolzburg aus diesem Stellwerk gesteuert werden, hierzu ein abgesetztes Elektronisches Stellwerk (ESTW-A) in Zirndorf entstehen.
Voraussichtlich im Dezember 2030 soll ein Digitales Stellwerk in Fürth in Betrieb gehen, dessen Finanzierung bislang nicht geklärt ist (Stand: April 2022).
Im März 2018 wurden Planungen bekannt, eine Reihe von Gleisen und Weichen im Südteil des Bahnhofs zurückzubauen. Im Juni 2022 folgte ein Antrag zum Rückbau des Gleises 103 (und zugehöriger Elemente) in einer Gleisgruppe im Südwesten des Bahnhofs.
Ab 2026 soll der Bahnhof umgebaut werden. Die Unterführung soll verbreitert und die Bahnsteige von dort mit Aufzügen erschlossen werden. Die Bahnsteige sollen dabei erhöht, zugleich auf 220 bis 300 m verkürzt werden. Laut Deutscher Bahn seien die bisherigen und teils rund 400 m langen Bahnsteige zu schmal für eine solche Länge. Notwendige Spurplanänderungen seien zu aufwendig.